# Saligos (comuna suprimida)
Saligos era una comuna francesa del departamento de Altos Pirineos, en la región de Occitania, que el 1 de enero de 2017 fue suprimida al fusionarse con la comuna de Vizos, y formar la comuna nueva de Saligos.

## Demografía
| Gráfica de evolución demográfica de Saligos entre 1800 y 2013 |
|                                                               |

Los datos demográficos contemplados en este gráfico de la comuna de Saligos se han cogido de 1800 a 1999 de la página francesa EHESS/Cassini, y los demás datos de la página del INSEE.